# Anacroneuria divisa
Anacroneuria divisa är en bäcksländeart som först beskrevs av Luisa Eugenia Navas 1924.  Anacroneuria divisa ingår i släktet Anacroneuria och familjen jättebäcksländor. Inga underarter finns listade i Catalogue of Life.